# MORNING BEAT
MORNING BEAT（モーニング・ビート）は、Heart FMで放送されているラジオ番組である。

## 概要
Heart FMをプロデュースするジェイムス・ヘイブンスが自らHeart Jockey（DJ）を務める番組。
Heart FM開局当日の2023年3月22日から放送開始。彼にとってはZIP-FMの「J-FRIDAY」以来14年ぶりの朝番組となった。
2024年2月29日をもって一旦休止したが、同年3月22日より再開した。同日、岐阜市のコミュニティ放送であるFMわっちでも同時ネット（番組供給）を開始。
2024年7月22日から同年7月31日までは、コミュニティ放送開局の準備期間として休止していた。

## 放送時間
Heart FM
- 毎週月 - 金曜日 7:00 - 9:00（2023年3月22日 - 2024年2月29日、2024年3月22日 - 2024年7月19日、2024年8月1日 - ）

再放送
- 毎週月 - 金曜日 22:00 - 24:00（2024年8月1日 - ）

FMわっち
- 毎週月 - 金曜日 7:00 - 9:00（2024年3月22日 - 2024年7月19日、2024年8月1日 - ）

## タイムテーブル
| 時間     | コーナー |
| -------- | --- |
| 7:00     | オープニング 「Goooooood morning from Heart FM!!」のコールとともに番組がスタートする。 |
| 7:17     | TRAFFIC INFORMATION |
| 7:20     | NEWS＆WEATHER |
| 7:23     | WORLD ENERGIZER |
| 7:45     | WHAT'CHA SAYIN |
| 8:00     | TODAY'S TOY BOX |
| 8:18     | TRAFFIC INFORMATION |
| 8:20     | NEWS＆WEATHER |
| 8:24     | ほろ酔いホロスコープ |
| 8:35     | RADIO SHOPPING |
| 8:50ごろ | エンディング 基本的にリスナーによる生リクが行われる 不定期でスポンサーなどに電話したり、ゲストが来たりする ジェイムス曰く、応募がリピート客しかいないと（初応募の見落としがない限り）生リクのコーナーは割愛すると決めている エンディングテーマ選曲は月毎に変わる |

## 番組コーナー

### 現在
WORLD ENERGIZER
エネテク提供。コーナー前半は、海外のニュースを1本紹介し、それについて意見を述べる。コーナー後半は「James Calling James」。ジェイムスの幼馴染であるジェームズに電話をかける。なお、電話の内容はすべて英語であるため、電話の後にジェイムスが日本語での解説を入れる。
WHAT'CHA SAYIN
有名な曲の歌詞をジェイムスが主観で直訳し、その曲が何の曲なのか当てるというもの。スポンサーは曜日によって異なり、スポンサーがつかない場合もある。
TODAY'S TOY BOX
平成観光提供。ジェイムスが選んだ1本のニュースを紹介し、それについて意見を述べる。意見を述べた後はそのニュースにまつわるジェイムスとロボ丸のコントが放送される（ジェイムス曰く「ピックアップしたニュースとは全く無関係のフィクション」）。

### 過去
MORNING FORTUNE
スーパーやまのぶ提供。南クララによる誕生月占い。オンエアではベスト3と最下位のみの発表だが、Twitterではすべての順位が発表される。2024年5月末をもって終了。
ノー元気
『TODAY'S TOY BOX』内ミニコーナー。ジェイムスと橋本みのりが元気のないリスナー（ノー元気さん）に元気を送るコーナー。2024年7月をもって終了。
ほろ酔いホロスコープ
酒豪の占い師・辻斬りっちゃんによる星座占い。2024年6月より開始。2025年1月をもって終了。